# Japan Cup (ciclismo)
La Japan Cup è una corsa in linea maschile di ciclismo su strada che si svolge annualmente in Giappone. È inserita nel calendario dell'UCI ProSeries categoria 1.Pro.

## Storia
La gara si svolge annualmente, dal 1992, lungo il circuito di Utsunomiya, che aveva già ospitato i Campionati del mondo nel 1990 (prima e fino ad ora unica edizione della rassegna iridata svoltasi in Giappone).
Inserita originariamente nel calendario internazionale come evento 1.4, tenendo conto delle graduatorie di classificazione da parte dell'Unione Ciclistica Internazionale, la corsa è rapidamente cresciuta di importanza diventando un traino per la promozione del ciclismo nel paese del sol levante. Nel 1996 ha fatto parte del circuito della Coppa del mondo di ciclismo su strada, in quella occasione la vittoria arrise allo svizzero Mauro Gianetti, oggi viene classificata evento 1.HC. Rappresenta tuttora la corsa in linea più importante del panorama ciclistico giapponese, e asiatico in generale, e la competizione ciclistica asiatica, tenuto conto anche dei nomi che figurano nell'albo d'oro, dotata di maggior storia, importanza e fascino.
Il record di vittorie, con tre affermazioni a testa, lo detengono gli italiani Claudio Chiappucci (tutti successi consecutivi) e Sergio Barbero (due dei quali consecutivi); solo altri due ciclisti sono riusciti a centrare la vittoria in più di un'occasione: l'australiano Nathan Haas e l'italiano Damiano Cunego, che si sono aggiudicati la competizione per due volte. L'Italia è la nazione con più vittorie complessive, con tredici affermazioni in venticinque edizioni, segue l'Australia con tre e il Belgio con due. Attualmente solo cinque ciclisti giapponesi sono saliti sul podio, ma solamente uno di essi è riuscito ad aggiudicarsi la gara: si tratta di Yoshiyuki Abe, trionfatore nel 1997. Da quella data per ritrovare un ciclista nipponico sul podio bisognerà attendere il 2010 quando Yusuke Hatanaka concluse terzo.
Il percorso vallonato, con la presenza di un impegnativo strappo finale, agevola la spettacolarità e i ciclisti favoriti sono quelli adatti alle classiche o dotati di caratteristiche da scalatore. L'edizione più lunga è stata la prima, 1992, quando vennero percorsi 184,5 km mentre la più corta quella del 2015 con una distanza di 144,2 km. A partire dalla edizione del 1997, e fino al 2014, la distanza della corsa si è assestata sui 151,3 km.
La media più elevata venne realizzata nel 1996 con 39,739 km/h, la più bassa nel corso della prima edizione con 33,292 km/h. Se si tiene invece conto della distanza "classica" di 151,3 km, a partire dal 1997 e fino al 2014, la media più elevata fu registrata nel 2006 con 38,095 km/h, si trattò dell'unica edizione conclusa sotto le quattro ore di gara (con eccezione del 2015), mentre la più bassa venne raggiunta nel 2013 con 34,257 km/h, in quest'ultima occasione i ciclisti furono fortemente vessati dal maltempo.

## Albo d'oro
Aggiornato all'edizione 2024.
| Anno | Vincitore                             | Secondo                               | Terzo                                 |
| ---- | ------------------------------------- | ------------------------------------- | ------------------------------------- |
| 1992 | Hendrik Redant                        | Bart Bowen                            | Laurent Madouas                       |
| 1993 | Claudio Chiappucci                    | Beat Zberg                            | Dmitrij Neljubin                      |
| 1994 | Claudio Chiappucci                    | Erich Mächler                         | Stefano Checchin                      |
| 1995 | Claudio Chiappucci                    | Stefano Zanini                        | Mauro Gianetti                        |
| 1996 | Mauro Gianetti                        | Pascal Hervé                          | Andrea Peron                          |
| 1997 | Yoshiyuki Abe                         | Andrea Tafi                           | Mauro Gianetti                        |
| 1998 | Fabien De Waele                       | Daniele Nardello                      | José Luis Rubiera                     |
| 1999 | Sergio Barbero                        | Mirko Celestino                       | Sébastien Demarbaix                   |
| 2000 | Massimo Codol                         | Gabriele Missaglia                    | Marco Serpellini                      |
| 2001 | Gilberto Simoni                       | Cadel Evans                           | Christophe Brandt                     |
| 2002 | Sergio Barbero                        | Igor Astarloa                         | Fabio Sacchi                          |
| 2003 | Sergio Barbero                        | Patrik Sinkewitz                      | Guido Trentin                         |
| 2004 | Patrik Sinkewitz                      | Damiano Cunego                        | Manuel Quinziato                      |
| 2005 | Damiano Cunego                        | Francisco Mancebo                     | Cristian Moreni                       |
| 2006 | Riccardo Riccò                        | Ruggero Marzoli                       | Vladimir Gusev                        |
| 2007 | Manuele Mori                          | Fabian Wegmann                        | Francesco Gavazzi                     |
| 2008 | Damiano Cunego                        | Giovanni Visconti                     | Ivan Basso                            |
| 2009 | Chris Anker Sørensen                  | Daniel Moreno                         | Ivan Santaromita                      |
| 2010 | Daniel Martin                         | Peter McDonald                        | Yusuke Hatanaka                       |
| 2011 | Nathan Haas                           | Taiji Nishitani                       | Junya Sano                            |
| 2012 | Ivan Basso                            | Daniel Martin                         | Rafał Majka                           |
| 2013 | Jack Bauer                            | Damiano Cunego                        | Julián Arredondo                      |
| 2014 | Nathan Haas                           | Edvald Boasson Hagen                  | Grega Bole                            |
| 2015 | Bauke Mollema                         | Diego Ulissi                          | Yukiya Arashiro                       |
| 2016 | Davide Villella                       | Christopher Juul Jensen               | Robert Power                          |
| 2017 | Marco Canola                          | Benjamín Prades                       | Takeaki Amezawa                       |
| 2018 | Robert Power                          | Antwan Tolhoek                        | Matti Breschel                        |
| 2019 | Bauke Mollema                         | Michael Woods                         | Dion Smith                            |
| 2020 | non disputata                         | non disputata                         | non disputata                         |
| 2021 | annullata per la Pandemia di COVID-19 | annullata per la Pandemia di COVID-19 | annullata per la Pandemia di COVID-19 |
| 2022 | Neilson Powless                       | Andrea Piccolo                        | Benjamin Dyball                       |
| 2023 | Rui Costa                             | Felix Engelhardt                      | Guillaume Martin                      |
| 2024 | Neilson Powless                       | Ilan Van Wilder                       | Matej Mohorič                         |

## Statistiche

### Vittorie per nazione
Aggiornato all'edizione 2024.
| Pos. | Nazione       | Vittorie |
| ---- | ------------- | -------- |
| 1    | Italia        | 15       |
| 2    | Australia     | 3        |
| 3    | Belgio        | 2        |
| 3    | Paesi Bassi   | 2        |
| 3    | Stati Uniti   | 2        |
| 6    | Svizzera      | 1        |
| 6    | Giappone      | 1        |
| 6    | Germania      | 1        |
| 6    | Danimarca     | 1        |
| 6    | Irlanda       | 1        |
| 6    | Nuova Zelanda | 1        |
| 6    | Portogallo    | 1        |